# Kantoorgebouw Van Leer
Het voormalige kantoorgebouw van Van Leer's Vatenfabrieken ligt bij de Amsterdamseweg in Amstelveen.
Het is in 1958 gebouwd naar ontwerp van Marcel Breuer als hoofdkantoor voor het bedrijf Van Leer.
Het gebouw, in het gebied van de vroegere hofstede Elsrijk, ligt in een groene omgeving, ontworpen door Chris P. Broerse (1902-1995), die aansluit op het Heempark De Braak.
Het gebouw heeft een kenmerkend uiterlijk omdat het is gebouwd in de vorm van het logo van Van Leer. Vanuit de lucht is de 'H met uitstaande poten' duidelijk herkenbaar.
Het pand staat in de Top 100 van Nederlandse monumenten van de wederopbouwperiode 1940-1958. In 2010 werd het kantoorgebouw, met de portiersloge en de parkaanleg, geplaatst op de Rijksmonumentenlijst. Enkele jaren later werd het gebouw betrokken door de Amity International School.